# Jokduri
O jokduri é um tipo de coroa tradicional coreana que usam as mulheres para as ocasiões especiais tais como casamentos. Trata-se de uma coroa exterior que está coberta de seda negra, e o interior se enche de algodão e papel duro. Sua parte superior está decorada com adornos de cloisonné. A coroa também se chama jokdu ou jokgwan e se utiliza sobretudo como um acessório. A parte superior é vagamente hexagonal e a parte inferior tem forma cilíndrica. As formas dos jokduris fazem-se mais estreita desde a parte superior à parte inferior. Pode-se utilizar para mostrar o estatuto social do portador ao ser enfeitado com acessórios feitos de ouro ou prata.